# رایان تفضلی
رایان سیروس تفضلی (زادهٔ ۶ مهر ۱۳۷۰) بازیکن فوتبال با پدر ایرانی و از ایل بختیاری و طایفه موری از ساکنان بخش بازفت در شهرستان کوهرنگ میباشد و مادرش انگلیسی است که در پست مدافع برای باشگاه فوتبال وایکام واندررز در لیگ یک فوتبال انگلستان بازی می‌کند.
از باشگاه‌هایی که در آن بازی کرده‌است می‌توان به ساوت‌همپتون، سالزبری سیتی،  کونکورد رانجرز، کمبریج سیتی، منزفیلد تاون،  پیتربورو یونایتد،   هال سیتی و وایکام واندررز اشاره کرد.

## دوران باشگاهی

### اوایل بازیکنی
رایان تفضلی در سال ۲۰۰۵ به آکادمی ساوتهمپتون پیوست. بعدها او کاپیتان تیم موفق زیر ۱۸ سال ساوت‌همپتون شد.
در اکتبر ۲۰۰۹ او به تیم سالزبری سیتی در لیگ کنفرانس انگلستان به مدت یک ماه به صورت قرضی پیوست و در این تیم توانست برای نخستین بار در ترکیب اصلی بزرگسالان قرار بگیرد، اما نخستین بازی او برابر یورک سیتی در تاریخ ۱۰ اکتبر ۲۰۰۹ چندان هم جالب نبود و او در نیمهٔ دوم اخراج شد. با این حال سالزبری سیتی توانست با نتیجه ۱–۰ به پیروزی برسد. پس از آن تفضلی پنج بازی در لیگ و یک بازی در اف‌ای کاپ انجام داد و در دسامبر به ساوت‌همپتون بازگشت. پس از این که او در قرارگیری در ترکیب اصلی ناتوان بود، دوباره در سال ۲۰۱۱ به سالزبری سیتی بازگشت و به مدت ۳ ماه برای این تیم بازی کرد.
پس از فسخ قراردادش با ساوت‌همپتون، تفضلی به صورت آزمایشی با ایستلی و ریدینگ تمرین کرد تا بتواند با آن‌ها قرارداد ببندد اما تلاش‌های تفضلی بی‌نتیجه ماند.

### منزفیلد تاون

#### فصل ۱۳–۲۰۱۲
پس از یک سال دوری از فوتبال در روز ۲۰ اوت ۲۰۱۲ تفضلی به منزفیلد تاون در لیگ کنفرانس پیوست. او نخستین بازی اش را برای منزفیلد تاون در ۱۵ سپتامبر ۲۰۱۲ در برد ۲–۰ برابر براینتری تاون انجام داد. با این که او بیشتر فصل را با مصدومیت سپری کرد و فقط پنج بازی برای باشگاه انجام داد، در پایان فصل باشگاه به او پیشنهاد تمدید قرارداد ارائه کرد. منزفیلد تاون در پایان فصل قهرمان لیگ کنفرانس شد.

#### فصل ۱۴–۲۰۱۳
در آغاز فصل ۱۴–۲۰۱۳ تفضلی شمارهٔ پیراهنش را از ۳۲ به ۱۲ تغییر داد. نخستین بازی او در این فصل برابر نورث‌همپتون تاون در ۲۱ سپتامبر ۲۰۱۳ بود که با نتیجهٔ ۳–۰ به سود منزفیلد تاون به پایان رسید. کمی بعد او از ناحیهٔ زانو دچار آسیب دیدگی شد و به مدت ۱ ماه از میادین دور بود. بازگشت او در روز ۲۹ دسامبر ۲۰۱۳ در برد ۲–۱ منزفیلد تاون برابر چلتنهام تاون بود. از آن پس، تفضلی خودش را در ترکیب تیم پایدار نمود. او نخستین گلش را در ۸ مارس ۲۰۱۴ در برد ۲–۱ برابر نیوپورت کانتی به ثمر رساند. هفتهٔ بعد نیز گلی دیگر را برابر روچدیل در برد ۳–۰ منزفیلد تاون به ثمر رساند. در پایان فصل در حالی که تفضلی تنها ۲۴ بازی انجام داده بود توانست ۳ جایزه را از آن خود کند؛ بازیکن فصل از نگاه هواداران، بازیکن فصل از نگاه رؤسا و مدیران و بازیکن سال منزفیلد تاون.
در ۲۸ ژوئن ۲۰۱۴ تفضلی قرارداد جدیدی را با باشگاه امضا کرد.

#### فصل ۱۵–۲۰۱۴
در پیش فصل ۱۵–۲۰۱۴ منزفیلد پیشنهاد باشگاه اسکاتلندی داندی یونایتد برای تفضلی را رد کرد. باشگاه دربارهٔ تصمیمشان در وب سایتشان توضیح داد. او نخستین گلش را در آغاز فصل در برد ۲–۱ برابر آکسفورد یونایتد به ثمر رساند. اوضاع برای او خوب پیش می‌رفت تا این که او در بازی برابر آکرینگتون استنلی در اوایل اکتبر دچار آسیب دیدگی در عضلات عقب ران شد. به همین دلیل او تا روز نوامبر از میادین فوتبال به دور بود. در ۲۶ دسامبر در تساوی برابر هارتل پول یونایتد دو کارته شد. پس از محروم شدن از یک بازی او دچار یک بیماری ویروسی شد و برای هفته‌ها از میادین فوتبال دور بود. بازگشت او در تساوی ۰–۰ برابر وایکام واندررز در ۲۴ ژانویه ۲۰۱۵ بود. تفضلی ۴۸ بار در تمامی رقابت‌ها به میدان رفت و یک گل زد. در پایان فصل نیز قرارداد جدیدی را با باشگاه امضا کرد.

#### فصل ۱۶–۲۰۱۵
در ۲۹ سپتامبر ۲۰۱۵ تفضلی یک گل در برد ۲–۰ برابر استیونج به ثمر رساند.

### پیتربورو یونایتد
در ۶ ژوئن ۲۰۱۶ تفضلی قراردادی ۳ ساله با پیتربورو یونایتد بست. او نخستین گلش را در ۱۸ اکتبر برابر نورث‌همپتون تاون به ثمر رساند.
در آوریل ۲۰۱۷، تفضلی بهترین مدافع فصل ۱۷–۲۰۱۶ پیتربورو شد. در ماه مه نیز بهترین بازیکن فصل ۱۷–۲۰۱۶ پیتربورو نام گرفت.

### هال سیتی
در تاریخ ۱۸ ژوئیه ۲۰۱۹ تفضلی با قراردادی ۲ ساله به هال سیتی پیوست. بایگانی‌شده  در ۱۸ ژوئیه ۲۰۱۹ توسط Wayback Machine تفضلی اولین بازی خود را برای باشگاه در اولین بازی فصل ۲۰–۲۰۱۹ در شکست ۲–۱ خارج از خانه مقابل سوانزی سیتی به عنوان یار تعویضی انجام داد.

## پیشینهٔ بین‌المللی

### مشمولیت
از آنجایی که تفضلی از طریق اصل خون دارای تابعیت ایران است واجدشرایط بازی برای ایران نیز است. تفضلی در بریتانیا به دنیا آمده و شهروند انگلستان است؛ بنابراین او حق انتخاب بازی کردن برای ایران یا انگلستان را دارد.
وقتی در سال ۲۰۱۶ دربارهٔ انتخاب‌اش از او سؤال شد اذعان کرد:
اول از همه، این بسیار باعث افتخار خانواده‌ام می‌شود. این باعث افتخار است که بتوانم برای یک ملت فوتبال دوست مثل ایران بازی کنم و هم‌زمان بتوانم به کشور مادری‌ام انگلستان خدمت کنم،هم‌چنین بازی کردن زیرنظر کارلوس کی‌روش می‌تواند یک رؤیا باشد؛ او مربی بعضی از بهترین بازیکنان جهان بوده‌است. من یک هافبک دفاعی فیزیکی هستم و با ۱٫۹۶ متر قد می‌توانم یک ستون فقرات مستحکم را که در انگلستان پرورش می‌دهی به آنها پیشنهاد بدهم. می‌دانم که برای دعوت شدن به تیم ملی ایران باید در یک سطح بالاتری بازی کنم،شاید قهرمانی لیگ وان کمترین آن باشد پس خوشبختانه زمانی که موفق شوم و به آنجا برسم شانسی دارم برای دعوت شدن. من هم‌چنین می‌توانم به عنوان مدافع تعداد بسیار زیادی گل به ثمر برسانم. بازی کردن برای ایران می‌تواند فوق‌العاده باشد.